# Folorunsho Alakija
Folorunso Alakija (Ikorodu, 15 de julio de 1951) es una mujer de negocios nigeriana considerada una de las mujeres más ricas de África y una de las mujeres negras más ricas en el mundo. En 2014 desbancó temporalmente a Oprah Winfrey como la mujer más rica de ascendencia africana en el mundo. Es una magnate empresarial involucrada en industrias de moda, petróleo e impresión. Es la directora general de The Rose of Sharon Group que incluye The Rose of Sharon Prints & Promotions Limited y Digital Reality Prints Limited además de la vicepresidenta ejecutiva de Famfa Oil Limited. Alakija está considerada por la revista Forbes como la mujer más rica de Nigeria con un valor neto estimado de $2.1 mil millones. En 2015, fue incluida en la lista como la segunda mujer más poderosa de África después de que Ngozi Okonjo-Iweala y la 87.ª mujer más poderosa en el mundo por Forbes.

## Biografía
Folorunsho nació el 15 de julio de 1951 en el seno de la familia de L.A. Ogbara en Ikorodu, Estado de Lagos. A los siete años viajó al Reino Unido para iniciar el cuarto curso de primaria en la Dinorben School for Girls en Hafodunos Hall en Llangernyw, Gale. Después de regresar a Nigeria, acudió al Muslim High School Sagamu Ogun State en Nigeria.
Después, regresó al extranjero para estudiar en la Universidad Central de Pitman en Londres. También estudió diseño de moda en la Universidad Americana y en la Escuela Central de Moda de Londres. 

## Carrera
Folorunsho comenzó su carrera en 1974 como secretaria ejecutiva en Sijuade Enterprises, Lagos, Nigeria. Pasó al antiguo First National Bank of Chicago, ahora FinBank adquirido posteriormente por FCMB (First City Monument Bank) donde trabajó durante algunos años antes de establecer una empresa de sastrería llamada Supreme Stitches. Logró la fama y el liderazgo en pocos años, y como Rose of Sharon House of Fashion, se convirtió en una marca familiar. Como presidenta nacional y fiduciaria vitalicia de la Asociación de Diseñadores de Moda de Nigeria (FADAN), dejó una marca indeleble, promoviendo la cultura nigeriana a través de la moda y el estilo.
En mayo de 1993, Folorunsho solicitó la asignación de una licencia de prospección petrolífera (OPL). La licencia para explorar en busca de petróleo en una zona de 617,000 acres, ahora conocida como OPL 216, fue otorgada a la compañía de Alakija, Famfa Limited. La zona está ubicada aproximadamente a 220 millas al sudeste de Lagos y a 70 millas de la costa de Nigeria en el Campo Agbami del Delta central del Níger. En septiembre de 1996, firmó un acuerdo de empresa conjunta con Star Deep Water Petroleum Limited (filial de total propiedad de Texaco) y nombró a la compañía como asesor técnico para la exploración de la licencia, transfiriendo el 40 por ciento de su participación del 100 por ciento a Star Deep. Posteriormente, Star Deep vendió el 8 por ciento de su participación en OPL 216 a Petrobras, una empresa brasileña. El 9 de marzo de 2016, Nigeria tuvo su primera canciller cuando se convirtió en la rectora de la Universidad Estatal de Osun.

## Reconocimiento
En 2014 fue incluida en el puesto 96 de la lista de las mujeres más poderosas del mundo por Forbes. En mayo de 2015 dos mujeres nigerianas, la ministra de Finanzas Ngozi Okonjo-Iweala y Alakija fueron incluidas en la lista de las 100 mujeres más poderosas del mundo según Forbes. Alakija Era la 87 en la lista.

## Intereses filantrópicos
Folorunsho tiene una fundación denominada Fundación Rose of Sharon para apoyar a viudas y huérfanos ofreciéndoles becas. Su empresa es también patrocinadora de la línea de becas de medicina e ingeniería Agbami, una de las becas más fiables en Nigeria que tiene a más de mil personas por año como beneficiarias. Es también una ferviente defensora de la educación en Nigeria. En 2014, por ejemplo, donó una cantidad sustancial de dinero a la Universidad Ibrahim Badamasi Babangida Lapai, la Universidad Estatal de Níger. El dinero fue utilizado para completar la construcción de un 350 Seat Lecture Theatre, que lleva su nombre.
El 1 de julio de 2013, el gobierno federal de Nigeria inauguró el Consejo de Patrimonio Nacional y Dotación para las Artes y nombró a Alakija vicepresidenta del organismo.
También apoya a la asociación Jóvenes Emprendedores de África.

## Vida personal
Folorunsho está casada con el abogado Modupe Alakija desde noviembre de 1976. La pareja reside en Lagos, Nigeria con sus cuatro hijos y sus nietos. Su sobrino es el disjockey nigeriano DJ Xclusive.